# Vlachata

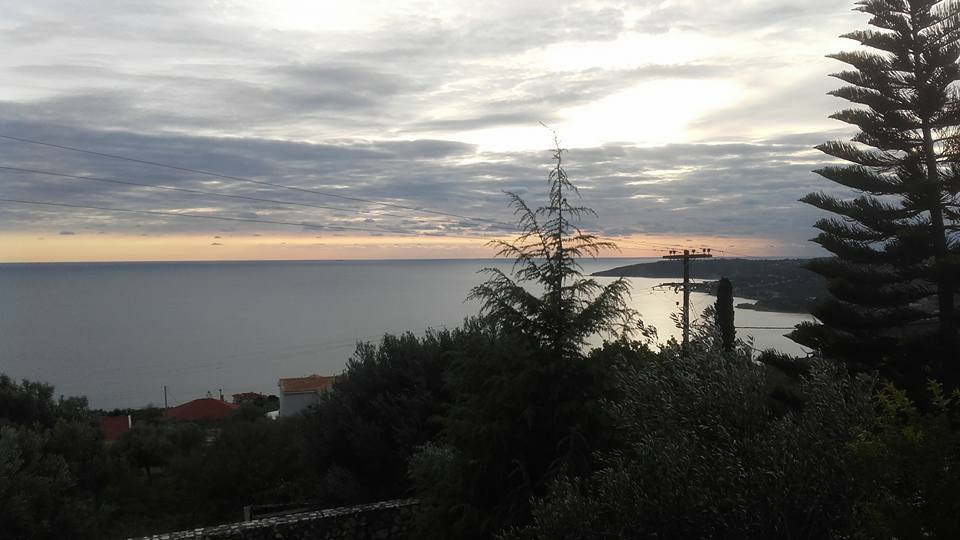
Làng Vlahata

Vlachata (tiếng Hy Lạp: αχάτα, cũng αχάτα Εκ) là một ngôi làng và một cộng đồng ở phía đông của đơn vị thành phố Leivatho gần bờ biển phía nam của đảo Kefalonia, Hy Lạp. Để tránh nhầm lẫn với một Vlachata khác gần Sami, nó còn được gọi là Vlachata Eikosimias. Cộng đồng bao gồm các làng Vlachata và Simotata, cách 2 km về phía đông của Vlachata. Vlachata nằm trên một sườn núi phía trên bờ biển Ionia, ở độ cao khoảng 200 m. Núi Ainos, điểm cao nhất của Cephalonia, là 4   km về phía đông bắc. Vlachata là 1 km về phía tây bắc của Lộ Đức, 2 km về phía đông nam của Mousata, 13 km về phía tây nam của poros và 13 km về phía đông nam của Argostoli. Con đường từ Argostoli đến Poros chạy qua Vlachata. Vlachata chịu thiệt hại lớn từ trận động đất Ionia năm 1953.